# Karl Rettich (Maler)

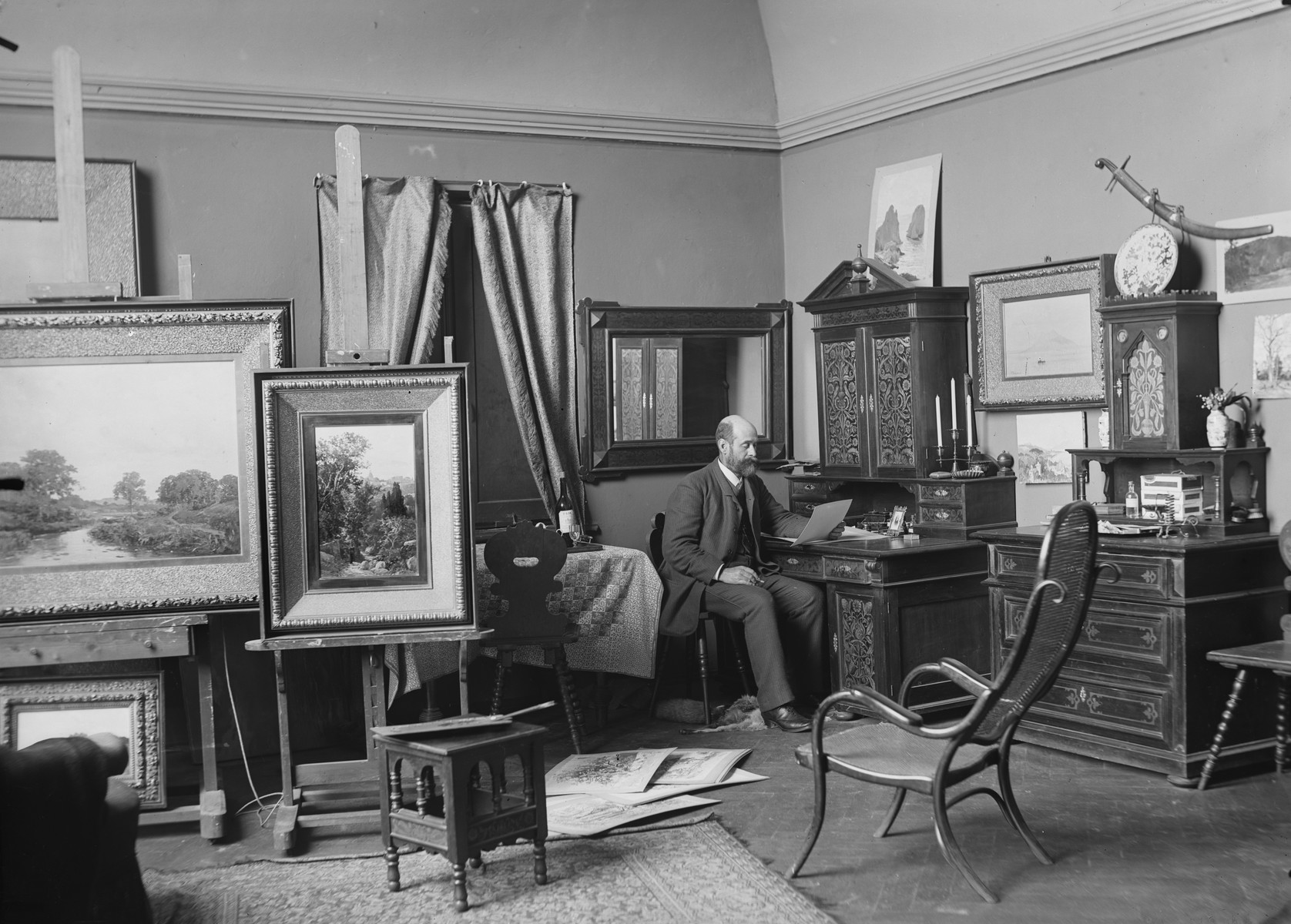
Künstleratelier Karl Lorenz Rettich in München 1885

Karl Lorenz Rettich (* 10. Juni 1841 in Rosenhagen; † 12. September 1904 in Lübeck) war ein deutscher Landschaftsmaler.

## Leben

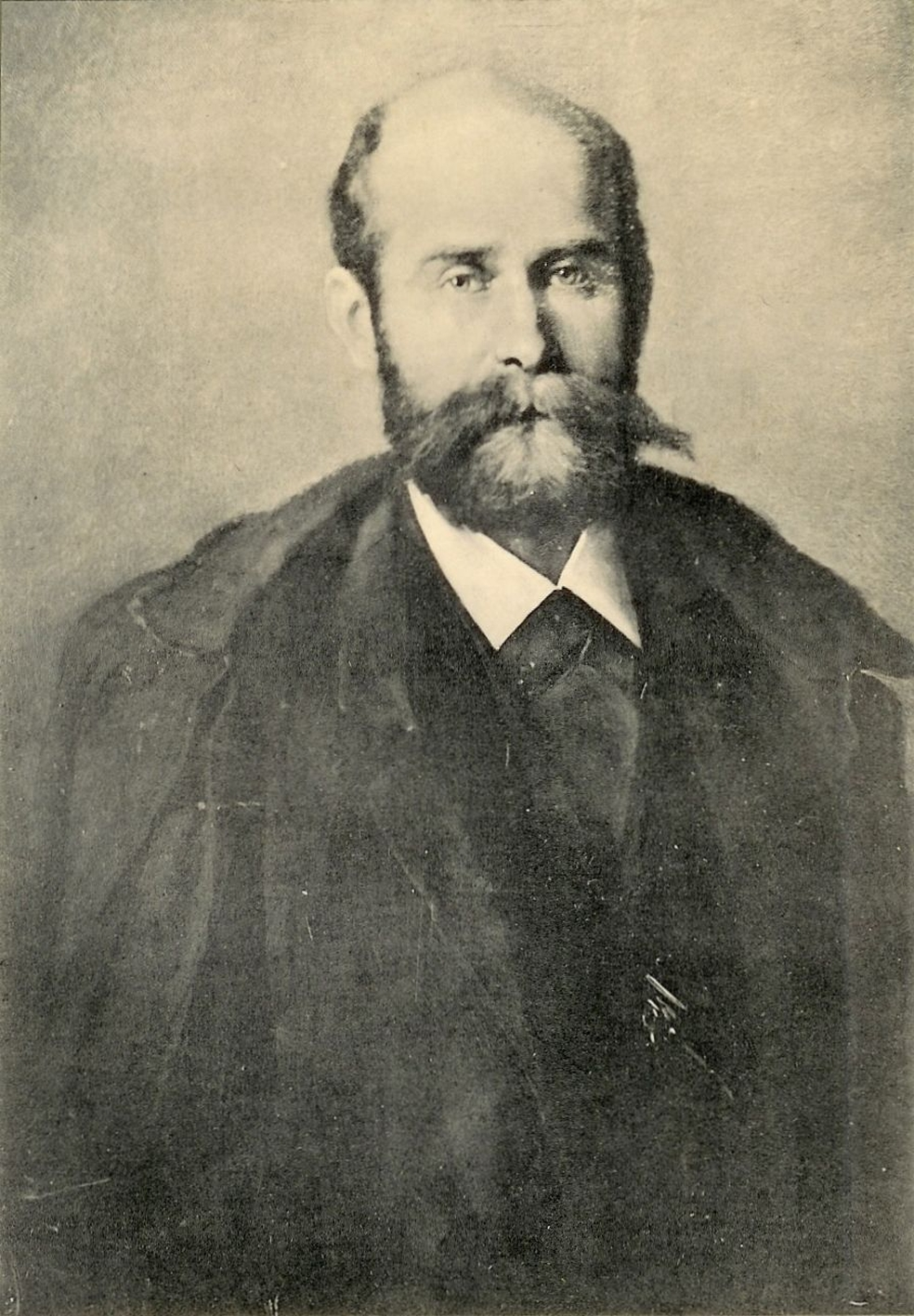
Karl Lorenz Rettich, nach einem Bildnis von Josef Schretter

Rettich wurde in Rosenhagen in Mecklenburg geboren. Seinem Vater gehörte das Rittergut in Rosenhagen bei Dassow in der Nähe der Lübecker Bucht. Hier verbrachte er als Jugendlicher seine Zeit in den Eichen- und Buchenwäldern, bei der Jagd sowie beim Fischfang. Die Gegend an der Ostsee prägte ihn somit bereits in jungen Jahren und ist in seinen späteren Werken wiederzufinden. Rettich ging im Katharineum zu Lübeck zur Schule, um anschließend 1861 auf Wunsch seines Vaters in München ein Jura-Studium aufzunehmen. Parallel interessierte er sich für die Kunst und wurde zu einem der ersten Schüler des Landschaftsmalers Adolf Lier. 1862 ging er nach Düsseldorf, wo er sich Albert Flamm und Theodor Hagen anschloss. 1867 wechselte er für drei Jahre nach Dresden, anschließend bis 1888 nach Weimar an die Großherzoglich-Sächsische Kunstschule. Dort studierte er Landschaftsmalerei als Schüler Böcklins, Lenbachs und erneut Theodor Hagens. Studienreisen führten ihn 1873 und 1874 nach Norwegen. Dort suchte er vornehmlich Studiengegenden auf, die „wegen des malerisch wenig verwendbaren Charakters am wenigsten zum Bleiben lockten.“ Dies waren neben Küstenszenerien vor allem meilenweite Einöden. Des Weiteren besuchte er Schweden, aber auch Italien.
Nach einigen Jahren in München zog er nach Lübeck und von dort im April 1897 nach Graal, in die heutige Gemeinde Graal-Müritz. Dort erwarb er ein Haus und verbrachte von nun an die Sommer in der kleinen Gemeinde und die Winter in seinem Elternhaus in Lübeck. Mit dem Verkauf von Postkarten, die typische Landschaftsmotive zeigten, konnte er so seinen Lebensunterhalt verdienen. Ein beliebtes Motiv war Israelsdorf mit seiner berühmten Eiche. Mit den Einkünften ließ er 1898 einen Ausstellungspavillon bauen.  1904 starb er – an Krebs leidend – an den Folgen einer Operation.
Seine Werke sind in Lübeck, im Kloster zum Heiligen Kreuz in Rostock sowie in der Heimatstube von Graal-Müritz zu sehen. Sie spiegeln, so Georg Lenz in seiner Monografie „die Landschaftsgestaltungen zum Spiegel seines seelischen Befindens“ wider. Rettich erhielt Auszeichnungen für seine Werke in London, Melbourne und München (1876). Der Großherzog von Mecklenburg-Schwerin Friedrich Franz IV. verlieh ihm darüber hinaus den Titel eines Professors.
Sein älterer Bruder war der Gutsbesitzer und Mitglied des Deutschen Reichstags Meno Rettich (1839–1918).

## Ausstellungen
Rettich war mit seinen Werken regelmäßig vertreten auf den Ausstellungen der Königlichen Akademie der Künste zu Berlin, den Großen Berliner Kunstausstellungen sowie im Münchener Glaspalast.

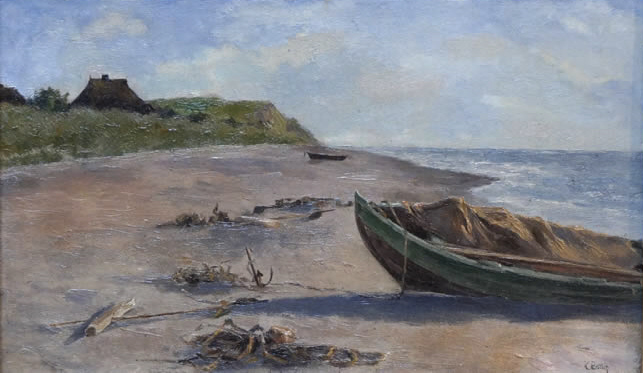
Ahrenshoop

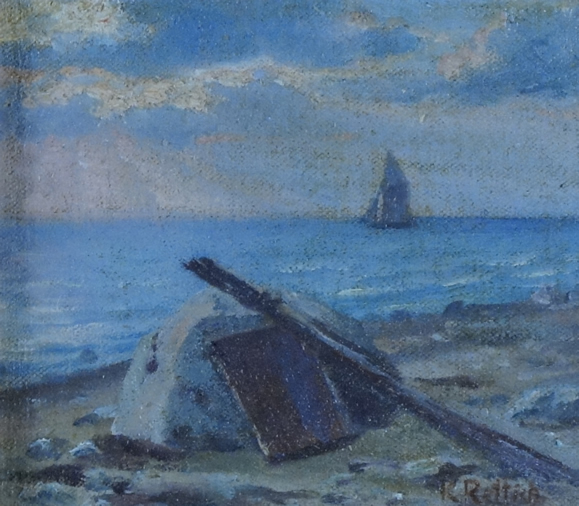
Segler vor der Küste

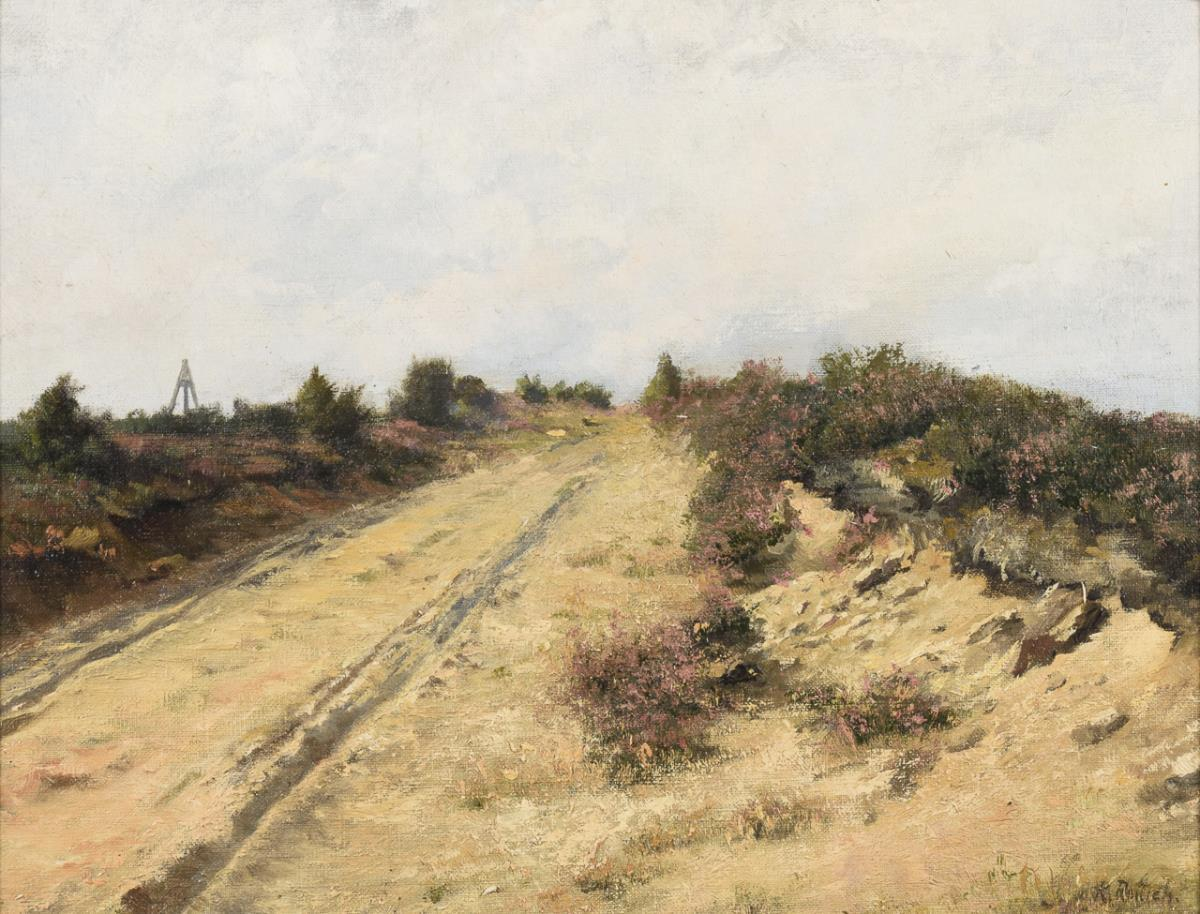
Dünenlandschaft

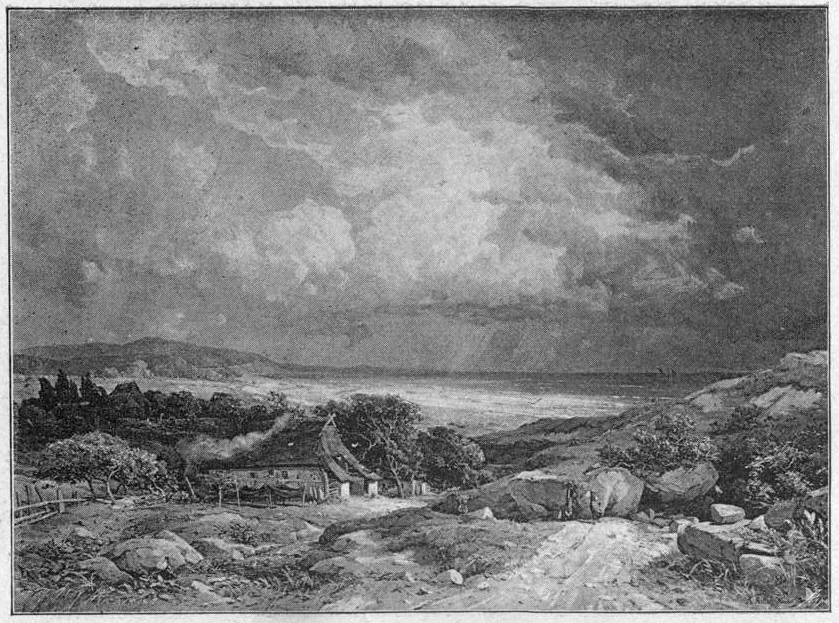
Ostseestrand bei aufziehendem Gewitter

### Königliche Akademie der Künste zu Berlin
- 1868: Nach dem Sturm. Mondschein
- 1870: Wrack an der Ostsee
- 1872: Nach dem Regen
- 1874: Strand mit Kühen, Motiv bei Farsund in Norwegen, Abendstimmung, Motiv bei Farsund in Norwegen (Pendant zum vorstehenden)
- 1876: Frühlingslandschaft mit Spaziergängerin, Herbstlandschaft mit Pflügern, Frühlingslandschaft mit Rehen
- 1877: Norwegischer Strand, Strand mit erratischem Block (Marienstein am Dassower See in Mecklenburg)
- 1878: Strandlandschaft, Strand mit Schiffbruch
- 1879: Norwegische Landschaft (Motiv von der Insel Straaholmen bei Krageroe), Marine
- 1881: Strand mit Wildenten, Strand (Motiv von Vilm – Rügen)
- 1883: Norwegische Küste
- 1884: Norwegische Küste (Panorama der Insel Straaholmen bei Krageroe)
- 1886: Norwegische Küste
- 1887: Morgenpromenade am Ostseestrand, Morgen am Waldsee  (Wennsee) (Motiv aus Holstein)
- 1888: Frühlingsblüthe (Motiv aus Capri), Auf dem Wege nach Anacapri, Blick auf Anacapri
- 1889: In den Dünen bei aufziehendem Gewitter, Inneres eines Wendischen Bauernhauses, In den Ostsee-Dünen
- 1892: Sturm in den Ostsee-Dünen, Ein Sommertag in den Ostsee-Dünen

### Große Berliner Kunstausstellungen
- 1893: Norwegische Landschaft
- 1894: Herbstliche Parkszene, Waldwiese
- 1895: Eichenallee, Mecklenburgische Ostseeküste
- 1897: Alte Baumgruppe auf Vilm bei Rügen, Strand von Vilm, Alte Buche auf Vilm
- 1898: Im Isarbett
- 1899: Herbstmorgen auf der Vilm (Rügen), Herbstabend in der Rostocker Haide
- 1901: Im Zwielicht
- 1902: Motiv aus Graal, Abendlied (Motiv aus Graal)
- 1903: Frühling in der Rostocker Heide

### Münchener Glaspalast
- 1879: Strand mit Schiffbruch, Wirken im Herbst, Einsamkeit – Motiv aus Norwegen
- 1883: Norwegische Landschaft, Ostseestrand mit Wildenten, Abend am Waldrande
- 1888: Ostseestrand bei aufziehendem Gewitter
- 1889: Ostseestrand im Herbst, Anacapri
- 1890: Frühstückspause
- 1891: Norwegische Landschaft (Motiv von der Insel Straaholmen bei Langesund)
- 1892: Eichenallee[8]
- 1893: Altes Kloster bei Bordighera
- 1900: Am Dorfteich (Motiv bei Lübeck)
- 1901: Mecklenburgische Landschaft
- 1902: In den Ostseedünen